# Yannaï (poète)
Ne doit pas être confondu avec Alexandre Jannée.
Yannaï (hébreu : ינאי, selon l’orthographe judéo-babylonienne standard mais lui-même épelle יניי selon la graphie judéo-galiléenne en usage dans le Talmud de Jérusalem) est l’un des plus anciens auteurs de poésie liturgique juive et le premier à introduire son prénom en acrostiche dans ses chants. Il a vécu en terre d’Israël à l’époque byzantine, entre les Ve et VIe siècles.

## Éléments biographiques
Yannaï est mentionné pour la première fois dans l’introduction au Sefer HaEgron de Saadia Gaon, qui le présente comme modèle auprès de son prédécesseur Yosse ben Yosse et de son successeur, Eléazar Hakalir. Selon une légende (vraisemblablement infondée) rapportée au nom des communautés juives de Lombardie par Ephraïm de Bonn au XIIe siècle, il aurait été le maître d’Eléazar et aurait causé sa mort par jalousie.
On considère généralement qu’il a vécu au VIe siècle, sur foi de l’affirmation de l’hérésiologue karaïte Jacob Qirqissani qui le présente comme l’une des sources religieuses d’Anan ben David. Par ailleurs, les pièces qu’il compose pour les sections de lecture hebdomadaire suivent le cycle triennal qui avait cours en terre d'Israël alors que les Juifs de Babylonie avaient promulgué un cycle annuel.

## Œuvres
Yannaï est le premier compositeur connu de kerovot, conçues pour embellir la prière de l’office matinal du chabbat et des fêtes. Elles constituent l’essentiel de sa production et Guershom ben Juda indique qu’il en avait rédigé pour « chacune des sections hebdomadaires de la Torah ». Cependant, l’adoption par l’ensemble des communautés juives du cycle annuel de lecture de la Torah rend son œuvre obsolète et seules quelques pièces sont conservées dans la liturgie, parmi lesquelles :  
- le poème vayehi be'hatzi halayla, inclus dans la Haggada de Pessa'h et extrait de la kerova Onei pitrei ra'hamatayim que le poète avait écrite pour le Shabbat HaGadol
- Shir Hashirim ashira na liyedidaï, une shiv'ata (kerova en sept parties lue lors de l’office supplémentaire du chabbat et des fêtes) pour le septième jour de Pessa'h dont il manque un passage au milieu. Le texte se fonde sur le Cantique des Cantiques et son interprétation dans le Midrash.
- Taou az bèPitrom, composé pour le Shabbat Shim'ou (second chabbat des tlat depouranouta).

Le style de Yannaï est, contrairement à celui d’Eléazar Hakalir, clair dans son vocabulaire comme dans son choix des métaphores (Abraham est désigné comme le « converti vertueux », Laban comme « l’Araméen » etc.). L’auteur possède à l’évidence des thèmes de prédilection vers lesquels il revient constamment (l’amour de Dieu pour le peuple d’Israël, la beauté de la terre de ce peuple, …) mais maîtrise assez bien la rime et le rythme pour éviter de se répéter sur le plan de la forme ou des idées. 
L’œuvre de Yannaï a été redécouverte avec l’étude des manuscrits de la guenizah du Caire. Outre de nombreuses trouvailles inédites, les recherches menées sur ces manuscrits et fragments ont permis d’attribuer au poète les pièces liturgiques Vèkol ma'aminim et Ounetanè Toqef, qui occupent une place importante dans la liturgie des Jours redoutables. Une première édition des textes de Yannaï a été préparée en 1938 par Menahem Zulay, suivie en 1985 d’un commentaire par Zvi Meir Rabinowicz.